# ABU TV Song Festival 2021
Het ABU TV Song Festival 2021 was de tiende editie van het ABU TV Song Festival. Het ABU TV Song Festival is een non-competitief festival dat afgeleid is van het Eurovisiesongfestival. Bij deze versie mogen alleen de landen uit Azië en Oceanië deelnemen.
De tiende editie vond op 18 november 2021 plaats in de Maverick Pulse Studio in Kuala Lumpur in Maleisië. Het was de tweede keer dat Maleisië het festival organiseerde, na ook de vorige editie. Hiermee was Maleisië het eerste land dat het festival tweemaal organiseerde.
Vanwege de coronapandemie namen de artiesten een video op in hun eigen land en stuurden deze op naar de organiserende omroep RTM, waardoor de artiesten niet live optraden in het gastland. Deze video's werden tijdens het evenement afgespeeld. Zodoende was dit de tweede editie op rij waarbij de artiesten niet live optraden.
Er namen 10 landen deel aan het festival. Vier minder dan het voorgaande jaar en het laagste aantal sinds de start van het festival. Voor de tweede keer in de geschiedenis van het festival waren er geen debuterende landen. Kazachstan nam opnieuw deel na één jaar afwezigheid. China, Nepal, Oezbekistan, Turkmenistan en Vanuatu daarentegen deden niet meer mee aan de tiende editie van het festival.

## Deelnemende landen
| Volgorde | Land       | Taal             | Artiest                          | Lied                                      |
| -------- | ---------- | ---------------- | -------------------------------- | ----------------------------------------- |
| 1        | Zuid-Korea | Koreaans         | Itzy                             | LOCO                                      |
| 2        | Japan      | Japans en Engels | milet                            | Inside you                                |
| 3        | Kazachstan | Kazachs          | Amre                             | Waves of life                             |
| 4        | India      | Khasi            | Summersalt                       | Public address system of the Khasi people |
| 5        | Macau      | Engels           | Dr. Jen                          | Say you love me                           |
| 6        | Turkije    | Turks            | İlyas Yalçıntaş                  | Come, my sky                              |
| 7        | Indonesië  | Engels           | Denny & Nonoy feat. Mixline Band | Sense of Nusantara                        |
| 8        | Brunei     | Maleis           | Suzan Maidin                     | I'm a woman                               |
| 9        | Maleisië   | Maleis           | Amir Jahari                      | Ingga                                     |
| 10       | Vietnam    | Vietnamees       | The Pentatonic                   | White snow and red azalea                 |

2012 · 2013 · 2014 · 2015 · 2016 · 2017 · 2018 · 2019 · 2020 · 2021 · 2022 · 2023 · 2024 · 2025

Zie ook: ABU Radio Song Festival